# Кафеландия (Сан-Паулу)
Кафеландия (порт. Cafelândia) — муниципалитет в Бразилии, входит в штат Сан-Паулу. Составная часть мезорегиона Бауру. Входит в экономико-статистический микрорегион Линс. Население составляет 16 189 человек на 2006 год. Занимает площадь 919,860 км². Плотность населения — 17,6 чел./км².

## История
Город основан 11 апреля 1926 года.

## Статистика
- Валовой внутренний продукт на 2003 составляет 179 456 775,00 реалов (данные: Бразильский институт географии и статистики).
- Валовой внутренний продукт на душу населения на 2003 составляет 11 211,14 реала (данные: Бразильский институт географии и статистики).
- Индекс развития человеческого потенциала на 2000 составляет 0,788 (данные: Программа развития ООН).

## География
Климат местности: горный тропический. В соответствии с классификацией Кёппена, климат относится к категории Cwa.